# Simeon Vratanja
Simeon Vratanja († 1630) war erster Bischof der historischen Eparchie Marča und Begründer der Kirchenunion von Križevci.

## Kindheit und Jugend
Über die Kindheit und Jugend Simeon Vratanjas sind wahrscheinlich keine genauen Angaben aufzufinden, übermittelt worden oder erhalten geblieben. Historisch gesehen, wuchs Vratanja auf dem Gebiet Südosteuropas, auch Balkan genannt, im 16./17. Jahrhundert auf, welches Teil des Osmanischen Reiches gewesen war.

## Priester und Bischof
Über die kirchliche Laufbahn Vratanjas, der mit bürgerlichen Namen Sime Vretanjić hieß, weisen erhaltene biografische Quellen darauf hin, dass er als orthodoxer Priester auf dem Gebiet des heutigen Slawoniens, unter türkischer Herrschaft, pastoral tätig war. Ob Vratanja aus dem Kloster Hrmnja, welches sich entlang der Flussläufe der Una und des Unac befand, stammte bleibt historisch spekulativ. Wahrscheinlich stammte Vratanja aus dem Kloster Remete bei Orahovica, auf dem Gebiet des kroatischen Prigorje. Zum Vladika für die orthodoxen Christen auf den Gebieten Ungarns, Kroatiens und Slawoniens wurde Simeon Vratanja durch den Eparchen Kozma in Đur am 30. Oktober 1607 ernannt. Um seine nun erlangte kirchliche Stellung, die zugleich rechtliches, gar politisches Ansehen unter den orthodoxen Christen erbrachte, hervorzuheben, begab sich Vratanja nach Peć zum Patriarchen Jovan Kantula II.-Sokolović, der Patriarch des geschichtlich bedeutenden serbischen Patriarchats Peć war und Kontakte zur römisch-katholischen Kirche pflegte,
Nach der Niederlage der Osmanen in der Schlacht bei Sissek (Sisak) entflammten unter der orthodoxen Bevölkerung auf osmanischen Gebiet Aufstände. Die militärischen Grenzposten des Osmanischen Reiches stellten überwiegend orthodoxe Christen, als Soldaten oder sogenannte Wehrbauern. Auf den kroatischen Gebieten unter Habsburg, entlang der kroatischen Militärgrenze, bemühten sich die militärischen Befehlshaber Ferdinands I. Herberstein, Ivan Lenković und Ban Ivan Drasković die orthodoxen Christen auf ihre Seite zu bewegen. Das Vorhaben gelang und es siedelten sich an die 60.000 orthodoxe Christen, die allgemein als „Walachen“ bezeichnet wurden, im Generalat Varaždin an, unter ihnen Simeon Vratanja. Der Bischof von Zagreb, Petar Domitrović, selbst Sohn orthodoxer Eltern aus Oštrc stammend, erkannte die Notwendigkeit den orthodoxen Christen eine pastorale Seelsorge zu gewährleisten. Für diese entsprechende Angelegenheit beauftragte Domitrović, Martin Dubravić, der katholischer Pfarrer aus Ivanić war und ebenfalls einem orthodoxen Elternhaus entstammte. Dubravić wandte sich im Generalat von Varaždin an Simeon Vratanja, der sich dem Bemühen um entsprechende Seelsorge anschloss, was Vratanja dann übernahm und einer Union mit der Kirche von Rom nicht entgegenstand.
Im Frühling des Jahres 1611 wurde Simeon Vratanja weltlich durch Ferdinand I. als Bischof bestätigt. Bevor nun kirchlich die Union vollzogen werden konnte, weilte Vratanja mit Dubravić beim Apostolischen Nuntius am Wiener Hof. Dort erhielten Vratanja und sein Begleiter Dubravić am 10. September 1611 ein Schreiben, in dem Vratanja als Bischof für die Christen des byzantinischen Ritus bestätigt wurde. Im November 1611 erreichten Simeon Vratanja und Martin Dubravić Rom. Es folgte die Frage nach der rechtmäßigen Konsekration Vratanjas. Obwohl die Römisch-katholische Kirche das orthodoxe Weihesakrament vollkommen anerkennt, wurde Simeon Vratanja nach dem lateinischen Ritus durch Kardinal Robert Bellarmin erneut zum Bischof geweiht.
In der Folgezeit wurde es dann üblich, dass die nächsten vier Nachfolger Vratanjas die Bischofsweihe in der Eparchie Peć, nach heimatlichen Ritus in kirchenslawischer Liturgie empfingen und in Rom, durch den jeweiligen Papst als Bischof für die unierten Christen bestätigt wurden. Die Ernennung Vratanjas durch Papst Paul V. erfolgte am 21. November 1611. Zudem erteilte der Papst Vratanja die Apostolische Konstitution „Ad perpetuam rei memoriam“. In dieser wurde die Errichtung der Eparchie Marča kanonisch bestätigt, zudem Vratanja zum kirchlich souveränen Bischof des östlichen Ritus bestätigt und jurisdiktiv wurde das kirchliche Territorium der Eparchie festgelegt.
Nach seiner Rückkehr aus Rom im Jahre 1612 ließ Simeon Vratanja auf den katholischen Kirchenruinen von Allerheiligen, zwischen Ivanić-Grad und Čazma gelegen, die Eparchie Marča errichten. In der Eparchie waren zudem Mönche ansässig geworden, die bei den pastoralen Aufgaben mithalfen. Vratanja weihte die Eparchie dem Erzengel Michael. Die Eparchie hatte neben dem kirchlichen auch einen politischen Stellenwert erhalten. Diesen Stellenwert ließ Vratanja kirchlich bestätigen, er wandte sich an den Bischof von Zagreb, Petar Domitrović, mit dem er in Freundschaft verbunden war. Am 16. Februar 1618 wurde durch Domitrović eine Schenkungsurkunde ausgestellt, die Vratanja Marča zubilligte.
Simeon Vratanja residierte in der Eparchie Marča bis zu seinem Tode im Jahre 1630.